# Rote Zelle Schwul
Die Rote Zelle Schwul, kurz RotZSchwul oder Rotzschwul, war eine Emanzipationsgruppe der neueren deutschen Schwulenbewegung in Frankfurt am Main, die von Anfang bis Mitte der 1970er Jahre bestand. Als Zusammenschluss von homosexuellen Männern forderte die RotZSchwul die aus späterer Sicht so bezeichnete „Sichtbarmachung von Homosexualität“ und setzte sich für die Emanzipation von Homosexuellen auf der Basis ihres Andersseins ein.

## Geschichte
Im Sommer 1971 lief in ausgewählten bundesdeutschen Kinos Rosa von Praunheims sehr kontrovers aufgenommener und vielfach diskutierter Film Nicht der Homosexuelle ist pervers, sondern die Situation, in der er lebt. Die Parole, die von Praunheim am Ende seines Films propagierte, lautete: „Raus aus den Toiletten, rein in die Straßen! Freiheit für die Schwulen!“ Bei allen Kontroversen, die der Film auslöste, intensivierte er in der deutschen Schwulenbewegung die Bestrebungen, sich in der Öffentlichkeit bemerkbar zu machen und für die Rechte von Homosexuellen einzutreten. Nachdem eine entsprechende Diskussion bereits seit der Lockerung des § 175 StGB in der Bundesrepublik im Jahr 1969 im Gange war, bildeten sich nun schwule Emanzipationsgruppen, wie z. B. die Homosexuelle Aktion Westberlin (HAW) in Berlin als erste linke Emanzipationsgruppe von Homosexuellen und damals eine der größten Gruppen.
Auch in Frankfurt am Main kam es im Zuge dieser neuen, anfangs studentisch und links geprägten Lesben- und Schwulenbewegung im deutschsprachigen Raum zur spontanen Gründung einer Emanzipationsgruppe von Schwulen, der Roten Zelle Schwul (RotZSchwul). Die Geschichte der Frankfurter RotZSchwul lässt sich in zwei Abschnitte teilen:
- die Zeit von der Gründung im Herbst 1971 (September oder November 1971 – dies kann nach der derzeitigen Quellenlage nicht eindeutig belegt werden) bis zum Januar 1973 – da war die Gruppe geschlossen; etwa zehn junge Männer[3] arbeiteten hauptsächlich theoretisch, um ein Grundsatzpapier zu erstellen, das die Fundamente für eine politische Plattform für die weitere Emanzipationsarbeit legen und auf der alles Grundsätzliche zur Homosexualität abgehandelt werden sollte;
- und die Zeit vom Februar 1973 bis zur Errichtung des schwulen Kommunikationszentrums in der Wittelsbacher Allee im Sommer 1975, in der sich die Gruppe für neue Mitglieder öffnete – in der Anfangszeit dieser Phase gab es mehr öffentliche Aktionen.

Mitgründer der RotZSchwul war der Soziologe und spätere Sexualwissenschaftler Martin Dannecker, der Rosa von Praunheim bei seinem Film Nicht der Homosexuelle ist pervers, sondern die Situation, in der er lebt beraten und am Drehbuch mitgearbeitet hatte. Dannecker gilt als der führende „Kopf“ der RotZSchwul und gab ihr viele Impulse. Zu den Mitgliedern der ersten Kerngruppe der RotZSchwul gehörte neben Dannecker u. a. der Schwulenaktivist und spätere Gastwirt („Café Größenwahn“ in Frankfurt am Main) Hans-Peter Hoogen. Später kamen u. a. hinzu: Der Buchhändler und Bruder der RAF-Mitbegründerin Gudrun Ensslin, Gottfried Ensslin (1946–2013), und der spätere Dichter und Rezitator Albert Lörken, der 1992 an AIDS verstarb.

## Aktivitäten und Aktionen der RotZSchwul

### Tagung und Demonstration in Münster sowie „Pfingsttreffen“ in Berlin
Im April 1972 nahmen Mitglieder der RotZSchwul an der ersten bundesweiten Tagung homosexueller Emanzipationsgruppen im westfälischen Münster teil, zu der die Homosexuelle Studentengruppe Münster (HSM) alle damals bereits existierenden westdeutschen Homosexuellen-Gruppen eingeladen hatte. Bei diesem Treffen ging es vor allem um die Gründung eines deutschen Dachverbands der schwulen Aktionsgruppen, woraufhin sich bei einem Folgetreffen noch im gleichen Jahr in Bochum insgesamt zehn Schwulengruppen zur Deutschen Aktionsgemeinschaft Homosexualität (DAH) zusammenschlossen.
Während der Tagung in Münster fand in der dortigen Innenstadt am 29. April 1972 die erste Demonstration von Schwulen und Lesben in der Geschichte der Bundesrepublik statt. Daran beteiligt waren auch die Frankfurter RotZSchwul-Aktivisten. „Brüder & Schwestern, warm oder nicht, Kapitalismus bekämpfen ist unsere Pflicht!“ lautete die Aufschrift des dabei von Martin Dannecker mitgeführten Plakats. Ein anderer Spruch auf einem Demo-Plakat bezog sich auf eine diskriminierende Äußerung von Franz Josef Strauß auf einem CDU-Parteitag im Jahr 1970, indem dessen damalige Aussage umgedreht wurde in: „Lieber ein warmer Bruder als ein kalter Krieger.“ An der Demonstration in Münster nahmen nach verschiedenen Quellen rund 200 schwule Männer und einige lesbische Frauen teil, andere Quellen sprechen von insgesamt 300 oder 400 Demonstranten.
Im Mai 1972 nahmen RotZSchwul-Mitglieder am ersten „Pfingsttreffen“ der sozialistisch orientierten Homosexuellen Aktion Westberlin (HAW) in West-Berlin teil. Dabei stellten sie auch Teile ihres Grundlagenpapiers zur Diskussion. Der Auftritt in Berlin festigte den Ruf der Frankfurter Emanzipationsgruppe innerhalb der Schwulenbewegung als „radikal“.

### Aktion „Hans ist schwul!“
Im April 1973 fand die erste bundesweite Aktion aller damals existierenden Emanzipationsgruppen in der BRD unter Regie des Dachverbands DAH statt, an der sich auch die inzwischen drei Frankfurter Emanzipationsgruppen, die RotZSchwul, die Homosexuelle Aktion Frankfurt (HAF) und die Schwule Zelle, erstmals zusammengetan hatten und gemeinsam beteiligten. Das Motto lautete „Kampf der Diskriminierung in der Familie, am Arbeitsplatz, bei der Wohnungssuche“, wobei das Ziel vor allem die ersatzlose Streichung des § 175 StGB und dadurch Gleichstellung mit den Heterosexuellen war. Das Frankfurter Aktionsbündnis klebte im Vorfeld zahlreiche Plakate, richtete am 28. April 1973 auf dem zentralen Platz An der Hauptwache in der Frankfurter Innenstadt einen gemeinsamen Infostand ein, sammelte Hunderte von Unterschriften von Unterstützern der Aktion und verteilte Tausende von Flugblättern mit dem Titel „Hans ist schwul!“, in dem auf die isolierte und teure Wohnsituation von vielen Homosexuellen aufmerksam gemacht wurde.

### „Klappen“-Aktionen
Sowohl in der Zeit des Nationalsozialismus als auch in der Adenauer-Ära, in denen Homosexuelle verfolgt und Homosexualität schwer bestraft wurde, gehörten öffentliche Toiletten zu den Orten, an denen homosexuelle Männer sich treffen sowie schnellen und meist mehr oder weniger anonymen Sex miteinander haben konnten. Solche, in der schwulen Szene als Klappen bezeichneten Treffpunkte bildeten sich je nach Gebrauch und waren und sind vor allem in Großstädten anzutreffen, so auch in Frankfurt. Die RotZSchwul wandte sich Anfang 1973 mit einer Plakataktion gegen die zunehmenden Polizeirazzien auf bekannte Frankfurter Klappen und vertrat die Auffassung, dass solche Orte eine wichtige Kontaktmöglichkeit für Homosexuelle seien, deren man sich nicht schämen sollte. Diese Treffpunkte der homosexuellen Subkultur seien vor allem für solche Schwule bedeutsam, die sich nicht outen wollten, wie Familienväter, aber auch Männer, die auf anderem Wege nicht so leicht an gleichgeschlechtlichen Sex kamen.
Am 30. Juni 1973 veranstaltete die RotZSchwul neben der Klappe am Frankfurter Grüneburgpark ein „Park- und Klappenfest“, um mit den Subkultur-Schwulen über die entfremdeten Umgangsformen in der Subkultur ins Gespräch zu kommen und sich gegen die häufigen Polizeirazzien zu solidarisieren. Diese Aktion im Umfeld eines öffentlichen Homosexuellen-Treffpunkts blieb in der westdeutschen Schwulenbewegung einmalig.

### Häuserkampf und eigenes Schwulenzentrum
In der ersten Hälfte der 1970er Jahre beteiligten sich mehrere Mitglieder der RotZSchwul am Frankfurter Häuserkampf, der Protestbewegungen, Kundgebungen und Demonstrationen der damaligen Frankfurter Spontiszene umfasste und sich in erster Linie gegen die Grundstücksspekulationen im Frankfurter Westend und die damit verbundene Verdrängung der Wohnbevölkerung richtete. Zu den Aktivisten des Häuserkampfs, der den Beginn der deutschen Hausbesetzerbewegung markierte, gehörten u. a. Daniel Cohn-Bendit, heute Europa-Abgeordneter der Grünen, und Joschka Fischer, der später zu einem der führenden Politiker der Grünen wurde und zum hessischen Umweltminister sowie zum Bundesaußenminister aufstieg. In dieser links orientierten Bewegung waren auch zwei RotZSchwule als Hausbesetzer aktiv, wobei sich hier einerseits die allgemeine Zielsetzung der Linken mit einem besonderen Beweggrund der Gruppe traf, und zwar mit der Idee von schwulen Wohngemeinschaften. Dieses Wohnmodell gehörte zu den alternativen Lebensentwürfen der RotZSchwul: Die Schwulen sollten nicht isoliert leben und sich in die „Einsamkeit der teuren Appartements“ zurückziehen müssen.
Im Oktober 1973 gründete sich die erste RotZSchwul-Wohngemeinschaft mit fünf Mitgliedern, bis sie im Februar 1974 in einem harten Polizeieinsatz aufgelöst wurde. „Und dann hat sich dann schon wirklich so eine Solidarität entwickelt, indem wir organisatorisch so geschafft haben, z. B. eine Telefonliste, um gleich anrufen zu können, wenn was los ist, weil wir sagten, die Leute von der RotZSchwul gehen rein ins Haus, um die Leute, die drin sind, einfach zu unterstützen, weil die Leute sehr stark verunsichert waren, so dass wir dort auch unsere Treffen abgehalten haben und die AGs haben sich dort getroffen […].“ Es gab auch einen Vertreter der RotZSchwul beim so genannten Häuserrat der besetzten Häuser, in dem die Strategie und die praktischen Schritte für den „Häuserkampf“ entwickelt und koordiniert wurden. In diesem Zeitraum konzentrierten sich die Aktivitäten der RotZSchwul auf diese Häuserkämpfe, es gab keine Aktionen nebenher. Zugleich hatte die Emanzipationsgruppe sich geöffnet, man besprach sich viel und hatte ein neues Ziel: Ein alternatives Kommunikationszentrum. Dieses wurde im September 1974 tatsächlich geschaffen, und zwar in der Wittelsbacher Allee.
Im Nachhinein wird der Übergang zum für einen größeren Kreis von Homosexuellen offenstehenden Kommunikationszentrum als das Ende der Gruppe RotZSchwul benannt.

### Schwuler Filmmonat im April 1975
Im April 1975 veranstaltete die RotZSchwul gemeinsam mit dem Programmkino pupille – kino in der uni, das für seine regelmäßigen Filmvorführungen den Festsaal des Studentenhauses der Universität Frankfurt am Main nutzte, einen Filmmonat mit dem Thema „Homosexualität & Gesellschaft am Beispiel Film“. Es war das erste Film-Event dieser Art in Deutschland. Neben einer Fuzzy-Retrospektive (mit mehreren Western-Filmen wie Fuzzy’s Kampf ohne Gnade, Fuzzy gegen Tod und Teufel oder Fuzzy rechnet ab) wurden u. a. gezeigt: Mehrere Filme von Andy Warhol (My Hustler, Couch oder auch Love Making), der avantgardistische Kurzfilm Scorpio Rising von Kenneth Anger, der Kurzfilm Un chant d'amour von Jean Genet und mehrere Filme von Rosa von Praunheim, insbesondere Nicht der Homosexuelle ist pervers, sondern die Situation, in der er lebt.

## Aufarbeitung und Bedeutung der RotZSchwul
1975 beschäftigte sich die angehende Soziologin Barbara Wackernagel in ihrer Diplomarbeit an der Universität des Saarlandes, Fachbereich Sozialwissenschaften, unter dem Titel Die Gruppe Rotzschwul. Eine Analyse homosexueller Subkultur eingehend mit der Frankfurter Emanzipationsgruppe. Ihrer Arbeit lagen u. a. Interviews zugrunde, die sie mit den Mitgliedern der ursprünglichen Kerngruppe der RotZSchwul 1974 geführt hatte.
Die Entstehung sowie die Aktionen und Bedeutung der RotZSchwul werden in mehreren wissenschaftlichen Publikationen zur Geschichte der Homosexualität und der neueren deutschen Schwulenbewegung regelmäßig mit behandelt. So konstatiert der Bremer Politikwissenschaftler Sebastian Haunss in seiner 2004 veröffentlichten Dissertation Identität in Bewegung (Uni Bremen, 2003), dass die Frankfurter Rote Zelle Schwul zu den „neuen, vor allem aus dem studentischen Milieu stammenden Schwulengruppen“ gehörte, die Anfang der 1970er Jahre „den zuvor nur als Schimpfwort gebrauchten Begriff ‚Schwule‘ als Selbstbezeichnung auf[nahmen] und […] zunehmend selbstbewusster offen als Schwule in der Öffentlichkeit auf[traten]“ und sich zudem „als Linke [verstanden] und […] ihr schwulenpolitisches Engagement mit einer marxistischen Gesellschaftsanalyse [verbanden]“. Haunss weist in diesem Kontext darauf hin, dass diese „Verbindung von Schwulenpolitik und Kapitalismuskritik“ sich als problematisch erwies, da einerseits „die Linken auch bei den Schwulen nur eine Minderheit waren“ und andererseits „die vermeintlich fortschrittlichen K-Gruppen und -Parteien nicht unbedingt weniger schwulenfeindlich waren als der Rest der Gesellschaft“.
Das Schwule Museum in Berlin hat verschiedene Unterlagen über die ehemalige RotZSchwul in sein Archiv aufgenommen.
Von Ende 2012 bis Mitte 2014 befasste sich der Frankfurter Kulturaktivist und Autor Jannis Plastargias im Rahmen des Programms „StadtteilHistoriker“ 2012–2014 der Stiftung Polytechnische Gesellschaft Frankfurt am Main mit einer historischen Arbeit über die RotZSchwul. Die Bedeutung der Roten Zelle Schwul bewertete Plastargias unter anderem wie folgt: „Der Wert der Arbeit, den die RotZSchwul damals geleistet hat, ist […] groß zu nennen, die gesamte Schwulenbewegung hat viel für die Emanzipation der Homosexuellen getan, aber insbesondere in Frankfurt hat man innerhalb der linken Bewegung viel bewegt. Einige der Protagonisten blieben […] engagiert, andere zogen sich nach diesen politischen Jahren zurück […]“. Plastargias schrieb ein Buch über die Bewegung, das 2015 im Berliner Querverlag unter dem Titel RotZSchwul. Der Beginn einer Bewegung (1971–1975) herauskam.

## Hörfunk
- Der Schwule und die Spießer – Historien-Radio-Feature von Ulrike Heider, Deutschlandradio Kultur (DKultur) 2007, Länge etwa 55 Minuten, Erstsendung im DKultur am 5. Dezember 2007. (Das Radio-Feature enthält u. a. frühere Aussagen des Protagonisten des Features, dem 1992 verstorbenen Albert Lörken, und ein Interview mit Gottfried Ensslin. Beide waren Mitglieder der RotZSchwul, über die im Feature sowie in den Beiträgen der beiden mit berichtet wird.)[21][22][23]